# Klubowe Mistrzostwa Świata w Piłce Nożnej 2025
Klubowe Mistrzostwa Świata w Piłce Nożnej 2025 – 21. edycja klubowych mistrzostw świata w piłce nożnej, a pierwsza, w której występowały 32 drużyny grające od fazy grupowej. Po raz pierwszy również rozgrywki te odbywały się w Stanach Zjednoczonych. Był to jednocześnie pierwszy taki turniej w Ameryce Północnej. Rozpoczął się 15 czerwca 2025, a zakończył się 13 lipca 2025.

## Zakwalifikowane zespoły
| Konfederacja                                    | Turniej kwalifikacyjny      | Reprezentacja            | Ostatni występ | Najlepszy wynik                            | Wynik        |
| ----------------------------------------------- | --------------------------- | ------------------------ | -------------- | ------------------------------------------ | ------------ |
| AFC (Azja)                                      | Liga Mistrzów AFC           | Al-Hilal                 | 2022           | II miejsce (2022)                          | Ćwierćfinał  |
| AFC (Azja)                                      | Liga Mistrzów AFC           | Urawa Red Diamonds       | 2023           | III miejsce (2007)                         | Faza grupowa |
| AFC (Azja)                                      | Liga Mistrzów AFC           | Al-Ain FC                | 2018           | II miejsce (2018)                          | Faza grupowa |
| AFC (Azja)                                      | Ścieżka rankingowa AFC      | Ulsan HD FC              | 2020           | VI miejsce (2012, 2020)                    | Faza grupowa |
| CAF (Afryka)                                    | Liga Mistrzów CAF           | Al-Ahly Kair             | 2023           | III miejsce (2020, 2021, 2023)             | Faza grupowa |
| CAF (Afryka)                                    | Liga Mistrzów CAF           | Wydad Casablanca         | 2022           | Ćwierćfinał (2017, 2022)                   | Faza grupowa |
| CAF (Afryka)                                    | Ścieżka rankingowa CAF      | Espérance Tunis          | 2019           | V miejsce (2018, 2019)                     | Faza grupowa |
| CAF (Afryka)                                    | Ścieżka rankingowa CAF      | Mamelodi Sundowns FC     | 2016           | VI miejsce (2016)                          | Faza grupowa |
| CONCACAF (Ameryka Północna, Środkowa i Karaiby) | Gospodarz                   | Inter Miami CF           | debiutant      | debiutant                                  | 1/8 finału   |
| CONCACAF (Ameryka Północna, Środkowa i Karaiby) | Puchar Mistrzów CONCACAF    | CF Monterrey             | 2021           | III miejsce (2012, 2019)                   | 1/8 finału   |
| CONCACAF (Ameryka Północna, Środkowa i Karaiby) | Puchar Mistrzów CONCACAF    | Seattle Sounders FC      | 2022           | Ćwierćfinał (2022)                         | Faza grupowa |
| CONCACAF (Ameryka Północna, Środkowa i Karaiby) | Puchar Mistrzów CONCACAF    | CF Pachuca               | 2017           | III miejsce (2017)                         | Faza grupowa |
| CONCACAF (Ameryka Północna, Środkowa i Karaiby) | Zwycięzca play-offów        | Los Angeles FC           | debiutant      | debiutant                                  | Faza grupowa |
| CONMEBOL (Ameryka Południowa)                   | Copa Libertadores           | SE Palmeiras             | 2021           | II miejsce (2021)                          | Ćwierćfinał  |
| CONMEBOL (Ameryka Południowa)                   | Copa Libertadores           | CR Flamengo              | 2022           | II miejsce (2019)                          | 1/8 finału   |
| CONMEBOL (Ameryka Południowa)                   | Copa Libertadores           | Fluminense FC            | 2023           | II miejsce (2023)                          | Półfinał     |
| CONMEBOL (Ameryka Południowa)                   | Copa Libertadores           | Botafogo                 | debiutant      | debiutant                                  | 1/8 finału   |
| CONMEBOL (Ameryka Południowa)                   | Ścieżka rankingowa CONMEBOL | CA River Plate           | 2018           | II miejsce (2015)                          | Faza grupowa |
| CONMEBOL (Ameryka Południowa)                   | Ścieżka rankingowa CONMEBOL | CA Boca Juniors          | 2007           | II miejsce (2007)                          | Faza grupowa |
| OFC (Oceania)                                   | Liga Mistrzów OFC           | Auckland City FC         | 2023           | III miejsce (2014)                         | Faza grupowa |
| UEFA (Europa)                                   | Liga Mistrzów UEFA          | Chelsea F.C.             | 2021           | Mistrzostwo (2021)                         | Mistrzostwo  |
| UEFA (Europa)                                   | Liga Mistrzów UEFA          | Real Madryt              | 2022           | Mistrzostwo (2014, 2016, 2017, 2018, 2022) | Półfinał     |
| UEFA (Europa)                                   | Liga Mistrzów UEFA          | Manchester City F.C.     | 2023           | Mistrzostwo (2023)                         | 1/8 finału   |
| UEFA (Europa)                                   | Ścieżka rankingowa UEFA     | Bayern Monachium         | 2020           | Mistrzostwo (2013, 2020)                   | Ćwierćfinał  |
| UEFA (Europa)                                   | Ścieżka rankingowa UEFA     | Paris Saint-Germain F.C. | debiutant      | debiutant                                  | II miejsce   |
| UEFA (Europa)                                   | Ścieżka rankingowa UEFA     | Inter Mediolan           | 2010           | Mistrzostwo (2010)                         | 1/8 finału   |
| UEFA (Europa)                                   | Ścieżka rankingowa UEFA     | FC Porto                 | debiutant      | debiutant                                  | Faza grupowa |
| UEFA (Europa)                                   | Ścieżka rankingowa UEFA     | SL Benfica               | debiutant      | debiutant                                  | 1/8 finału   |
| UEFA (Europa)                                   | Ścieżka rankingowa UEFA     | Borussia Dortmund        | debiutant      | debiutant                                  | Ćwierćfinał  |
| UEFA (Europa)                                   | Ścieżka rankingowa UEFA     | Juventus F.C.            | debiutant      | debiutant                                  | 1/8 finału   |
| UEFA (Europa)                                   | Ścieżka rankingowa UEFA     | Atlético Madryt          | debiutant      | debiutant                                  | Faza grupowa |
| UEFA (Europa)                                   | Ścieżka rankingowa UEFA     | Red Bull Salzburg        | debiutant      | debiutant                                  | Faza grupowa |

## Stadiony
Turniej jest rozgrywany na 12 stadionach w jedenastu miastach.
| Atlanta                                                                                        | Charlotte                                                                                      | Cincinnati                                                                                     | Los Angeles                                                                                    | Miami                |
| ---------------------------------------------------------------------------------------------- | ---------------------------------------------------------------------------------------------- | ---------------------------------------------------------------------------------------------- | ---------------------------------------------------------------------------------------------- | -------------------- |
| Mercedes-Benz Stadium                                                                          | Bank of America Stadium                                                                        | TQL Stadium                                                                                    | Rose Bowl Stadium                                                                              | Hard Rock Stadium    |
| Pojemność: 75 000                                                                              | Pojemność: 75 000                                                                              | Pojemność: 26 000                                                                              | Pojemność: 88 500                                                                              | Pojemność: 65 000    |
|                                                                                                |                                                                                                |                                                                                                |                                                                                                |                      |
| AtlantaCharlotteCincinnatiLos AngelesMiamiNashvilleNowy JorkOrlandoFiladelfiaSeattleWaszyngton | AtlantaCharlotteCincinnatiLos AngelesMiamiNashvilleNowy JorkOrlandoFiladelfiaSeattleWaszyngton | AtlantaCharlotteCincinnatiLos AngelesMiamiNashvilleNowy JorkOrlandoFiladelfiaSeattleWaszyngton | AtlantaCharlotteCincinnatiLos AngelesMiamiNashvilleNowy JorkOrlandoFiladelfiaSeattleWaszyngton | Nashville            |
| AtlantaCharlotteCincinnatiLos AngelesMiamiNashvilleNowy JorkOrlandoFiladelfiaSeattleWaszyngton | AtlantaCharlotteCincinnatiLos AngelesMiamiNashvilleNowy JorkOrlandoFiladelfiaSeattleWaszyngton | AtlantaCharlotteCincinnatiLos AngelesMiamiNashvilleNowy JorkOrlandoFiladelfiaSeattleWaszyngton | AtlantaCharlotteCincinnatiLos AngelesMiamiNashvilleNowy JorkOrlandoFiladelfiaSeattleWaszyngton | Geodis Park          |
| AtlantaCharlotteCincinnatiLos AngelesMiamiNashvilleNowy JorkOrlandoFiladelfiaSeattleWaszyngton | AtlantaCharlotteCincinnatiLos AngelesMiamiNashvilleNowy JorkOrlandoFiladelfiaSeattleWaszyngton | AtlantaCharlotteCincinnatiLos AngelesMiamiNashvilleNowy JorkOrlandoFiladelfiaSeattleWaszyngton | AtlantaCharlotteCincinnatiLos AngelesMiamiNashvilleNowy JorkOrlandoFiladelfiaSeattleWaszyngton | Pojemność: 30 000    |
| AtlantaCharlotteCincinnatiLos AngelesMiamiNashvilleNowy JorkOrlandoFiladelfiaSeattleWaszyngton | AtlantaCharlotteCincinnatiLos AngelesMiamiNashvilleNowy JorkOrlandoFiladelfiaSeattleWaszyngton | AtlantaCharlotteCincinnatiLos AngelesMiamiNashvilleNowy JorkOrlandoFiladelfiaSeattleWaszyngton | AtlantaCharlotteCincinnatiLos AngelesMiamiNashvilleNowy JorkOrlandoFiladelfiaSeattleWaszyngton |                      |
| AtlantaCharlotteCincinnatiLos AngelesMiamiNashvilleNowy JorkOrlandoFiladelfiaSeattleWaszyngton | AtlantaCharlotteCincinnatiLos AngelesMiamiNashvilleNowy JorkOrlandoFiladelfiaSeattleWaszyngton | AtlantaCharlotteCincinnatiLos AngelesMiamiNashvilleNowy JorkOrlandoFiladelfiaSeattleWaszyngton | AtlantaCharlotteCincinnatiLos AngelesMiamiNashvilleNowy JorkOrlandoFiladelfiaSeattleWaszyngton | Nowy Jork/New Jersey |
| AtlantaCharlotteCincinnatiLos AngelesMiamiNashvilleNowy JorkOrlandoFiladelfiaSeattleWaszyngton | AtlantaCharlotteCincinnatiLos AngelesMiamiNashvilleNowy JorkOrlandoFiladelfiaSeattleWaszyngton | AtlantaCharlotteCincinnatiLos AngelesMiamiNashvilleNowy JorkOrlandoFiladelfiaSeattleWaszyngton | AtlantaCharlotteCincinnatiLos AngelesMiamiNashvilleNowy JorkOrlandoFiladelfiaSeattleWaszyngton | MetLife Stadium      |
| AtlantaCharlotteCincinnatiLos AngelesMiamiNashvilleNowy JorkOrlandoFiladelfiaSeattleWaszyngton | AtlantaCharlotteCincinnatiLos AngelesMiamiNashvilleNowy JorkOrlandoFiladelfiaSeattleWaszyngton | AtlantaCharlotteCincinnatiLos AngelesMiamiNashvilleNowy JorkOrlandoFiladelfiaSeattleWaszyngton | AtlantaCharlotteCincinnatiLos AngelesMiamiNashvilleNowy JorkOrlandoFiladelfiaSeattleWaszyngton | Pojemność: 82 500    |
| AtlantaCharlotteCincinnatiLos AngelesMiamiNashvilleNowy JorkOrlandoFiladelfiaSeattleWaszyngton | AtlantaCharlotteCincinnatiLos AngelesMiamiNashvilleNowy JorkOrlandoFiladelfiaSeattleWaszyngton | AtlantaCharlotteCincinnatiLos AngelesMiamiNashvilleNowy JorkOrlandoFiladelfiaSeattleWaszyngton | AtlantaCharlotteCincinnatiLos AngelesMiamiNashvilleNowy JorkOrlandoFiladelfiaSeattleWaszyngton |                      |
| Orlando                                                                                        | Orlando                                                                                        | Filadelfia                                                                                     | Seattle                                                                                        | Waszyngton           |
| Camping World Stadium                                                                          | Inter&Co Stadium                                                                               | Lincoln Financial Field                                                                        | Lumen Field                                                                                    | Audi Field           |
| Pojemność: 65 000                                                                              | Pojemność: 25 000                                                                              | Pojemność: 69 000                                                                              | Pojemność: 69 000                                                                              | Pojemność: 20 000    |
|                                                                                                |                                                                                                |                                                                                                |                                                                                                |                      |

## Faza grupowa
Na podstawie :
Legenda
|  | Awans do fazy pucharowej. |

Zasady ustalania kolejności w tabeli Article 13::
Gdy dwie lub więcej drużyn zakończy fazę grupową z taką samą liczbą punktów, o kolejności w tabeli decyduje:
1. bilans bramkowy
2. liczba goli zdobytych w fazie grupowej;
3. punkty zdobyte w meczach pomiędzy danymi drużynami;
4. różnica bramek w meczach pomiędzy danymi drużynami;
5. zdobyte bramki w meczach pomiędzy danymi drużynami;
6. klasyfikacja fair play;
7. losowanie.

### Grupa A
| Lp. | Drużyna          | M | Z | R | P | B+ | B– | +/– | Pkt | Kwalifikacja             |
| --- | ---------------- | - | - | - | - | -- | -- | --- | --- | ------------------------ |
| 1   | SE Palmeiras (A) | 3 | 1 | 2 | 0 | 4  | 2  | +2  | 5   | awans do fazy pucharowej |
| 2   | Inter Miami (A)  | 3 | 1 | 2 | 0 | 4  | 3  | +1  | 5   | awans do fazy pucharowej |
| 3   | FC Porto (E)     | 3 | 0 | 2 | 1 | 5  | 6  | −1  | 2   |                          |
| 4   | Al-Ahly Kair (E) | 3 | 0 | 2 | 1 | 4  | 6  | −2  | 2   |                          |

| Mecz 1 15 czerwca 2025 02:00 CEST | Al-Ahly Kair | 0:0(0:0)Raport | Inter Miami | Hard Rock Stadium, Miami Widzów: 60 927 Sędzia: Alireza Faghani |
|                                   |              |                |             |                                                                 |

| Mecz 4 16 czerwca 2025 00:00 CEST | SE Palmeiras | 0:0(0:0)Raport | FC Porto | MetLife Stadium, East Rutherford Widzów: 46 275 Sędzia: Said Martínez |
|                                   |              |                |          |                                                                       |

| Mecz 17 19 czerwca 2025 18:00 CEST | SE Palmeiras · Abou Ali 49' (sam.) · López 59' | 2:0(0:0)Raport | Al-Ahly Kair | MetLife Stadium, East Rutherford Widzów: 35 179 Sędzia: Anthony Taylor |
|                                    |                                                |                |              |                                                                        |

| Mecz 18 19 czerwca 2025 21:00 CEST | Inter Miami · Segovia 47' · Messi 54' | 2:1(0:1)Raport | FC Porto · 8' (k) Aghehowa | Mercedes-Benz Stadium, Atlanta Widzów: 31 783 Sędzia: Cristián Garay |
|                                    |                                       |                |                            |                                                                      |

| Mecz 35 24 czerwca 2025 03:00 CEST | Inter Miami · Allende 16' · Suarez 65' | 2:2(1:0)Raport | SE Palmeiras · 80' Paulinho · 87' Maurício | Hard Rock Stadium, Miami Widzów: 60 914 Sędzia: Szymon Marciniak |
|                                    |                                        |                |                                            |                                                                  |

| Mecz 36 24 czerwca 2025 03:00 CEST | FC Porto · Mora 23' · Gomes 50' · Aghehowa 53' · Pepê 89' | 4:4(1:2)Raport | Al-Ahly Kair · 15', 45+2' (k), 51' Abou Ali · 87' Ben Romdhane | MetLife Stadium, East Rutherford Widzów: 39 893 Sędzia: Jesús Valenzuela |
|                                    |                                                           |                |                                                                |                                                                          |

### Grupa B
| Lp. | Drużyna                    | M | Z | R | P | B+ | B– | +/– | Pkt | Kwalifikacja             |
| --- | -------------------------- | - | - | - | - | -- | -- | --- | --- | ------------------------ |
| 1   | Paris Saint-Germain FC (A) | 3 | 2 | 0 | 1 | 6  | 1  | +5  | 6   | awans do fazy pucharowej |
| 2   | Botafogo FR (A)            | 3 | 2 | 0 | 1 | 3  | 2  | +1  | 6   | awans do fazy pucharowej |
| 3   | Atlético Madryt (E)        | 3 | 2 | 0 | 1 | 4  | 5  | −1  | 6   |                          |
| 4   | Seattle Sounders (E)       | 3 | 0 | 0 | 3 | 2  | 7  | −5  | 0   |                          |

| Mecz 3 15 czerwca 2025 21:00 CEST | Paris Saint-Germain FC · Ruiz 19' · Vitinha 45+1' · Mayulu 87' · Lee Kang-in 90+7' (k) | 4:0(2:0)Raport | Atlético Madryt | Rose Bowl Stadium, Los Angeles Widzów: 80 619 Sędzia: István Kovács |
|                                   |                                                                                        |                |                 |                                                                     |

| Mecz 5 16 czerwca 2025 04:00 CEST | Botafogo FR · Cunha 28' · Jesus 44' | 2:1(2:0)Raport | Seattle Sounders · 75' Roldan | Lumen Field, Seattle Widzów: 30 151 Sędzia: Glenn Nyberg |
|                                   |                                     |                |                               |                                                          |

| Mecz 19 20 czerwca 2025 00:00 CEST | Seattle Sounders FC · Rusnák 50' | 1:3(0:1)Raport | Atlético Madryt · 11', 55' Barrios · 47' Witsel | Lumen Field, Seattle Widzów: 51 636 Sędzia: Yael Falcón Pérez |
|                                    |                                  |                |                                                 |                                                               |

| Mecz 20 20 czerwca 2025 03:00 CEST | Paris Saint-Germain FC | 0:1(0:1)Raport | Botafogo FR · 46' Jesus | Rose Bowl Stadium, Los Angeles Widzów: 53 699 Sędzia: Drew Fischer |
|                                    |                        |                |                         |                                                                    |

| Mecz 33 23 czerwca 2025 21:00 CEST | Seattle Sounders | 0:2(0:1)Raport | Paris Saint-Germain FC · 35' Kwaracchelia · 66' Hakimi | Lumen Field, Seattle Widzów: 50 628 Sędzia: Cristián Garay |
|                                    |                  |                |                                                        |                                                            |

| Mecz 34 23 czerwca 2025 21:00 CEST | Atlético Madryt · Griezmann 87' | 1:0(0:0)Raport | Botafogo FR | Rose Bowl Stadium, Los Angeles Widzów: 22 992 Sędzia: César Arturo Ramos |
|                                    |                                 |                |             |                                                                          |

### Grupa C
| Lp. | Drużyna              | M | Z | R | P | B+ | B– | +/– | Pkt | Kwalifikacja             |
| --- | -------------------- | - | - | - | - | -- | -- | --- | --- | ------------------------ |
| 1   | Benfica Lizbona (A)  | 3 | 2 | 1 | 0 | 9  | 2  | +7  | 7   | awans do fazy pucharowej |
| 2   | Bayern Monachium (A) | 3 | 2 | 0 | 1 | 12 | 2  | +10 | 6   | awans do fazy pucharowej |
| 3   | CA Boca Juniors (E)  | 3 | 0 | 2 | 1 | 4  | 5  | −1  | 2   |                          |
| 4   | Auckland City FC (E) | 3 | 0 | 1 | 2 | 1  | 17 | −16 | 1   |                          |

| Mecz 2 15 czerwca 2025 18:00 CEST | Bayern Monachium · Coman 6', 21' · Boey 18' · Olise 20', 45+3' · Müller 45', 89' · Musiala 67', 73' (k), 84' | 10:0(6:0)Raport | Auckland City FC | TQL Stadium, Cincinnati Widzów: 21 152 Sędzia: Issa Sy |
|                                   | |                 |                  |                                                        |

| Mecz 7 17 czerwca 2025 00:00 CEST | CA Boca Juniors · Merentiel 21' · Battaglia 27' | 2:2(2:1)Raport | Benfica Lizbona · 45+3' (k) Di María · 84' Otamendi | Hard Rock Stadium, Miami Widzów: 55 574 Sędzia: César Arturo Ramos |
|                                   |                                                 |                |                                                     |                                                                    |

| Mecz 21 20 czerwca 2025 18:00 CEST | Benfica Lizbona · Di María 45+8' (k), 90+8' (k) · Pawlidis 53' · Sanches 63' · Barreiro 76', 78' | 6:0(1:0)Raport | Auckland City FC | Inter&Co Stadium, Orlando Widzów: 6730 Sędzia: Salman Falahi |
|                                    |                                                                                                  |                |                  |                                                              |

| Mecz 24 21 czerwca 2025 03:00 CEST | Bayern Monachium · Kane 18' · Olise 84' | 2:1(1:0)Raport | CA Boca Juniors · 66' Merentiel | Hard Rock Stadium, Miami Widzów: 63 587 Sędzia: Alireza Faghani |
|                                    |                                         |                |                                 |                                                                 |

| Mecz 37 24 czerwca 2025 21:00 CEST | Auckland City FC · Gray 52' | 1:1(0:1)Raport | CA Boca Juniors · 26' (sam.) Garrow | Geodis Park, Nashville Widzów: 16 899 Sędzia: Glenn Nyberg |
|                                    |                             |                |                                     |                                                            |

| Mecz 38 24 czerwca 2025 21:00 CEST | Benfica Lizbona · Schjelderup 13' | 1:0(1:0)Raport | Bayern Monachium | Bank of America Stadium, Charlotte Widzów: 33 287 Sędzia: François Letexier |
|                                    |                                   |                |                  |                                                                             |

### Grupa D
| Lp. | Drużyna             | M | Z | R | P | B+ | B– | +/– | Pkt | Kwalifikacja             |
| --- | ------------------- | - | - | - | - | -- | -- | --- | --- | ------------------------ |
| 1   | CR Flamengo (A)     | 3 | 2 | 1 | 0 | 6  | 2  | +4  | 7   | awans do fazy pucharowej |
| 2   | Chelsea F.C. (A)    | 3 | 2 | 0 | 1 | 6  | 3  | +3  | 6   | awans do fazy pucharowej |
| 3   | Espérance Tunis (E) | 3 | 1 | 0 | 2 | 1  | 5  | −4  | 3   |                          |
| 4   | Los Angeles FC (E)  | 3 | 0 | 1 | 2 | 1  | 4  | −3  | 1   |                          |

| Mecz 6 16 czerwca 2025 21:00 CEST | Chelsea F.C. · Neto 34' · Fernández 79' | 2:0(1:0)Raport | Los Angeles FC | Lincoln Financial Field, Filadelfia Widzów: 22 137 Sędzia: Jesús Valenzuela |
|                                   |                                         |                |                |                                                                             |

| Mecz 8 17 czerwca 2025 03:00 CEST | CR Flamengo · de Arrascaeta 17' · Araújo 70' | 2:0(1:0)Raport | Espérance Tunis | Mercedes-Benz Stadium, Atlanta Widzów: 25 797 Sędzia: Danny Makkelie |
|                                   |                                              |                |                 |                                                                      |

| Mecz 22 20 czerwca 2025 20:00 CEST | CR Flamengo · Henrique 62' · Danilo 65' · Yan 83' | 3:1(0:1)Raport | Chelsea F.C. · 13' Neto | Lincoln Financial Field, Filadelfia Widzów: 54 619 Sędzia: Iván Barton |
|                                    |                                                   |                |                         |                                                                        |

| Mecz 23 21 czerwca 2025 00:00 CEST | Los Angeles FC | 0:1(0:0)Raport | Espérance Tunis · 70' Belaïli | Geodis Park, Nashville Widzów: 13 651 Sędzia: Espen Eskås |
|                                    |                |                |                               |                                                           |

| Mecz 39 25 czerwca 2025 03:00 CEST | Los Angeles FC · Bouanga 84' | 1:1(0:0)Raport | CR Flamengo · 86' Yan | Camping World Stadium, Orlando Widzów: 32 933 Sędzia: Salman Falahi |
|                                    |                              |                |                       |                                                                     |

| Mecz 40 25 czerwca 2025 03:00 CEST | Espérance Tunis | 0:3(0:2)Raport | Chelsea F.C. · 45+3' Adarabioyo · 45+5' Delap · 90+7' George | Lincoln Financial Field, Filadelfia Widzów: 32 967 Sędzia: Yael Falcón Pérez |
|                                    |                 |                |                                                              |                                                                              |

### Grupa E
| Lp. | Drużyna                | M | Z | R | P | B+ | B– | +/– | Pkt | Kwalifikacja             |
| --- | ---------------------- | - | - | - | - | -- | -- | --- | --- | ------------------------ |
| 1   | Inter Mediolan (A)     | 3 | 2 | 1 | 0 | 5  | 2  | +3  | 7   | awans do fazy pucharowej |
| 2   | CF Monterrey (A)       | 3 | 1 | 2 | 0 | 5  | 1  | +4  | 5   | awans do fazy pucharowej |
| 3   | CA River Plate (E)     | 3 | 1 | 1 | 1 | 3  | 3  | 0   | 4   |                          |
| 4   | Urawa Red Diamonds (E) | 3 | 0 | 0 | 3 | 2  | 9  | −7  | 0   |                          |

| Mecz 10 17 czerwca 2025 21:00 CEST | CA River Plate · Colidio 12' · Driussi 48' · Meza 73' | 3:1(1:0)Raport | Urawa Red Diamonds · 58' (k) Matsuo | Lumen Field, Seattle Widzów: 11 974 Sędzia: Felix Zwayer |
|                                    |                                                       |                |                                     |                                                          |

| Mecz 12 18 czerwca 2025 03:00 CEST | CF Monterrey · Ramos 25' | 1:1(1:1)Raport | Inter Mediolan · 42' Martínez | Rose Bowl Stadium, Los Angeles Widzów: 40 311 Sędzia: Wilton Sampaio |
|                                    |                          |                |                               |                                                                      |

| Mecz 26 21 czerwca 2025 21:00 CEST | Inter Mediolan · Martínez 78' · Carboni 90+2' | 2:1(0:1)Raport | Urawa Red Diamonds · 11' Watanabe | Lumen Field, Seattle Widzów: 25 090 Sędzia: Dahane Beida |
|                                    |                                               |                |                                   |                                                          |

| Mecz 28 22 czerwca 2025 03:00 CEST | CA River Plate | 0:0(0:0)Raport | CF Monterrey | Rose Bowl Stadium, Los Angeles Widzów: 57 393 Sędzia: Slavko Vinčić |
|                                    |                |                |              |                                                                     |

| Mecz 43 26 czerwca 2025 03:00 CEST | Inter Mediolan · Esposito 72' · Bastoni 90+3' | 2:0(0:0)Raport | CA River Plate | Lumen Field, Seattle Widzów: 45 135 Sędzia: Ilgiz Tantashev |
|                                    |                                               |                |                |                                                             |

| Mecz 44 25 czerwca 2025 03:00 CEST | Urawa Red Diamonds | 0:4(0:3)Raport | CF Monterrey · 30' Deossa · 34', 90+7' Berterame · 38' Corona | Rose Bowl Stadium, Los Angeles Widzów: 14 312 Sędzia: Felix Zwayer |
|                                    |                    |                |                                                               |                                                                    |

### Grupa F
| Lp. | Drużyna                  | M | Z | R | P | B+ | B– | +/– | Pkt | Kwalifikacja             |
| --- | ------------------------ | - | - | - | - | -- | -- | --- | --- | ------------------------ |
| 1   | Borussia Dortmund (A)    | 3 | 2 | 1 | 0 | 5  | 3  | +2  | 7   | awans do fazy pucharowej |
| 2   | Fluminense FC (A)        | 3 | 1 | 2 | 0 | 4  | 2  | +2  | 5   | awans do fazy pucharowej |
| 3   | Mamelodi Sundowns FC (E) | 3 | 1 | 1 | 1 | 4  | 4  | 0   | 4   |                          |
| 4   | Ulsan HD FC (E)          | 3 | 0 | 0 | 3 | 2  | 6  | −4  | 0   |                          |

| Mecz 9 17 czerwca 2025 18:00 CEST | Fluminense FC | 0:0(0:0)Raport | Borussia Dortmund | MetLife Stadium, East Rutherford Widzów: 34 736 Sędzia: Ilgiz Tantashev |
|                                   |               |                |                   |                                                                         |

| Mecz 11 18 czerwca 2025 00:00 CEST | Ulsan HD FC | 0:1(0:1)Raport | Mamelodi Sundowns FC · 36' Rayners | Inter&Co Stadium, Orlando Sędzia: Clément Turpin |
|                                    |             |                |                                    |                                                  |

| Mecz 25 21 czerwca 2025 18:00 CEST | Mamelodi Sundowns FC · Ribeiro 11' · Rayners 62' · Mothiba 90' | 3:4(1:3)Raport | Borussia Dortmund · 16' Nmecha · 34' Guirassy · 45' Bellingham · 59' (sam.) Khuliso Mudau | TQL Stadium, Cincinnati Widzów: 14 006 Sędzia: Juan Gabriel Benítez |
|                                    |                                                                |                |                                                                                           |                                                                     |

| Mecz 27 22 czerwca 2025 00:00 CEST | Fluminense FC · Arias 27' · Nonato 66' · Freytes 83' · Keno 90+2' | 4:2(1:2)Raport | Ulsan HD FC · 37' Lee Jin-hyun · 45+3' Um Won-sang | MetLife Stadium, East Rutherford Widzów: 29 321 Sędzia: Michael Oliver |
|                                    |                                                                   |                |                                                    |                                                                        |

| Mecz 41 25 czerwca 2025 21:00 CEST | Borussia Dortmund · Svensson 36' | 1:0(1:0)Raport | Ulsan HD FC | TQL Stadium, Cincinnati Widzów: 8239 Sędzia: Tori Penso |
|                                    |                                  |                |             |                                                         |

| Mecz 42 25 czerwca 2025 21:00 CEST | Mamelodi Sundowns | 0:0(0:0)Raport | Fluminense | Hard Rock Stadium, Miami Widzów: 14 312 Sędzia: Anthony Taylor |
|                                    |                   |                |            |                                                                |

### Grupa G
| Lp. | Drużyna                  | M | Z | R | P | B+ | B– | +/– | Pkt | Kwalifikacja             |
| --- | ------------------------ | - | - | - | - | -- | -- | --- | --- | ------------------------ |
| 1   | Manchester City F.C. (A) | 3 | 3 | 0 | 0 | 13 | 2  | +11 | 9   | awans do fazy pucharowej |
| 2   | Juventus Turyn (A)       | 3 | 2 | 0 | 1 | 11 | 6  | +5  | 6   | awans do fazy pucharowej |
| 3   | Al-Ain FC (E)            | 3 | 1 | 0 | 2 | 2  | 12 | −10 | 3   |                          |
| 4   | Wydad Casablanca (E)     | 3 | 0 | 0 | 3 | 2  | 8  | −6  | 0   |                          |

| Mecz 13 18 czerwca 2025 18:00 CEST | Manchester City F.C. · Foden 2' · Doku 42' | 2:0(2:0)Raport | Wydad Casablanca | Lincoln Financial Field, Filadelfia Widzów: 37 446 Sędzia: Ramon Abatti |
|                                    |                                            |                |                  |                                                                         |

| Mecz 16 19 czerwca 2025 03:00 CEST | Al-Ain FC | 0:5(0:4)Raport | Juventus Turyn · 11', 45+4' Kolo Muani · 21', 58' Conceição · 31' Yıldız | Audi Field, Waszyngton Widzów: 18 161 Sędzia: Tori Penso |
|                                    |           |                |                                                                          |                                                          |

| Mecz 29 22 czerwca 2025 18:00 CEST | Juventus Turyn · Boutouil 6' (sam.) · Yıldız 16', 69' · Vlahović 90+4' (k) | 4:1(2:1)Raport | Wydad Casablanca · 25' Lorch | Lincoln Financial Field, Filadelfia Widzów: 31 975 Sędzia: Said Martínez |
|                                    |                                                                            |                |                              |                                                                          |

| Mecz 32 23 czerwca 2025 03:00 CEST | Manchester City F.C. · Gündoğan 8', 73' · Echeverri 27' · Haaland 45+5' (k) · Bobb 84' · Cherki 89' | 6:0(3:0)Raport | Al-Ain FC | Mercedes-Benz Stadium, Atlanta Widzów: 40 392 Sędzia: Mustapha Ghorbal |
|                                    | |                |           |                                                                        |

| Mecz 45 26 czerwca 2025 21:00 CEST | Juventus Turyn · Koopmeiners 11' · Vlahović 84' | 2:5(1:2)Raport | Manchester City F.C. · 9' Doku · 26' (sam.) Kalulu · 52' Haaland · 69' Foden · 75' Savinho | Camping World Stadium, Orlando Widzów: 54 320 Sędzia: Clément Turpin |
|                                    |                                                 |                |                                                                                            |                                                                      |

| Mecz 46 26 czerwca 2025 21:00 CEST | Wydad Casablanca · Mailula 4' | 1:2(1:1)Raport | Al-Ain · 45+1' Laba · 50' Kaku | Audi Field, Waszyngton Widzów: 10 785 Sędzia: Drew Fischer |
|                                    |                               |                |                                |                                                            |

### Grupa H
| Lp. | Drużyna               | M | Z | R | P | B+ | B– | +/– | Pkt | Kwalifikacja             |
| --- | --------------------- | - | - | - | - | -- | -- | --- | --- | ------------------------ |
| 1   | Real Madryt (A)       | 3 | 2 | 1 | 0 | 7  | 2  | +5  | 7   | awans do fazy pucharowej |
| 2   | Al-Hilal (A)          | 3 | 1 | 2 | 0 | 3  | 2  | +1  | 5   | awans do fazy pucharowej |
| 3   | Red Bull Salzburg (E) | 3 | 1 | 1 | 1 | 2  | 4  | −2  | 4   |                          |
| 4   | Pachuca (E)           | 3 | 0 | 0 | 3 | 2  | 7  | −5  | 0   |                          |

| Mecz 14 18 czerwca 2025 21:00 CEST | Real Madryt · G. García 34' | 1:1(1:1)Raport | Al-Hilal · 41' (k) Neves | Hard Rock Stadium, Miami Widzów: 62 415 Sędzia: Facundo Tello |
|                                    |                             |                |                          |                                                               |

| Mecz 15 19 czerwca 2025 00:00 CEST | CF Pachuca · González 56' | 1:2(0:1)Raport | Red Bull Salzburg · 42' Gloukh · 76' Onisiwo | TQL Stadium, Cincinnati Widzów: 5282 Sędzia: Mustapha Ghorbal |
|                                    |                           |                |                                              |                                                               |

| Mecz 30 22 czerwca 2025 21:00 CEST | Real Madryt · Bellingham 35' · Güler 43' · Valverde 70' | 3:1(2:0)Raport | CF Pachuca · 80' Montiel | Bank of America Stadium, Charlotte Widzów: 70 248 Sędzia: Ramon Abatti |
|                                    |                                                         |                |                          |                                                                        |

| Mecz 31 23 czerwca 2025 00:00 CEST | Red Bull Salzburg | 0:0(0:0)Raport | Al-Hilal | Audi Field, Waszyngton Widzów: 16 167 Sędzia: Wilton Sampaio |
|                                    |                   |                |          |                                                              |

| Mecz 47 27 czerwca 2025 03:00 CEST | Al-Hilal · Al-Dawsari 22' · Leonardo 90+5' | 2:0(1:0)Raport | CF Pachuca | Geodis Park, Nashville Widzów: 14 147 Sędzia: Danny Makkelie |
|                                    |                                            |                |            |                                                              |

| Mecz 48 27 czerwca 2025 03:00 CEST | Red Bull Salzburg | 0:3(0:2)Raport | Real Madryt · 40' Vinicius Jr. · 45+3' Valverde · 84' G. García | Lincoln Financial Field, Filadelfia Widzów: 64 811 Sędzia: Dahane Beida |
|                                    |                   |                |                                                                 |                                                                         |

## Faza pucharowa
W fazie pucharowej uczestniczy 16 zespołów, które awansują z fazy grupowej. Ta część rywalizacji składa się z czterech rund, w każdej rundzie odpada połowa drużyn. Po wyłonieniu czterech najlepszych drużyn turnieju, rozegrane zostaną półfinały. Przegrani tych spotkań rozegrają mecz o brązowy medal, zaś zwycięzcy o tytuł mistrzowski. W każdym ze spotkań fazy pucharowej mecz zakończony w regulaminowym czasie remisem musi być rozstrzygnięty poprzez trzydziestominutową dogrywkę. Jeżeli wynik nadal pozostaje nierozstrzygnięty, następuje seria rzutów karnych.
|  |                        |                        |            |                               |   |                                |                        |              |  |  |           |           |           |  |  |       |       |       |
|  | 1/8 finału             | 1/8 finału             | 1/8 finału |                               |   | Ćwierćfinały                   | Ćwierćfinały           | Ćwierćfinały |  |  | Półfinały | Półfinały | Półfinały |  |  | Finał | Finał | Finał |
|  | 1/8 finału             | 1/8 finału             | 1/8 finału |                               |   | Ćwierćfinały                   | Ćwierćfinały           | Ćwierćfinały |  |  | Półfinały | Półfinały | Półfinały |  |  | Finał | Finał | Finał |
|  | 30 czerwca, Charlotte  |                        |            |                               |   |                                |                        |              |  |  |           |           |           |  |  |       |       |       |
|  |                        |                        |            |                               |   |                                |                        |              |  |  |           |           |           |  |  |       |       |       |
|  | 1E                     | Inter Mediolan         | 0          |                               |   |                                |                        |              |  |  |           |           |           |  |  |       |       |       |
|  | 1E                     | Inter Mediolan         | 0          | 5 lipca, Atlanta              |   |                                |                        |              |  |  |           |           |           |  |  |       |       |       |
|  | 2F                     | Fluminense FC          | 2          |                               |   |                                |                        |              |  |  |           |           |           |  |  |       |       |       |
|  | 2F                     | Fluminense FC          | 2          |                               |   |                                | Fluminense FC          | 2            |  |  |           |           |           |  |  |       |       |       |
|  | 1 lipca, Orlando       |                        |            |                               |   |                                | Fluminense FC          | 2            |  |  |           |           |           |  |  |       |       |       |
|  |                        |                        |            | Al-Hilal                      | 1 |                                |                        |              |  |  |           |           |           |  |  |       |       |       |
|  | 1G                     | Manchester City F.C.   | 3          | Al-Hilal                      | 1 |                                |                        |              |  |  |           |           |           |  |  |       |       |       |
|  | 1G                     | Manchester City F.C.   | 3          |                               |   | 8 lipca, Nowy Jork/New Jersey  |                        |              |  |  |           |           |           |  |  |       |       |       |
|  | 2H                     | Al-Hilal *             | 4          |                               |   |                                |                        |              |  |  |           |           |           |  |  |       |       |       |
|  | 2H                     | Al-Hilal *             | 4          |                               |   |                                | Fluminense FC          | 0            |  |  |           |           |           |  |  |       |       |       |
|  | 28 czerwca, Filadelfia |                        |            |                               |   |                                | Fluminense FC          | 0            |  |  |           |           |           |  |  |       |       |       |
|  |                        |                        |            | Chelsea F.C.                  | 2 |                                |                        |              |  |  |           |           |           |  |  |       |       |       |
|  | 1A                     | SE Palmeiras *         | 1          | Chelsea F.C.                  | 2 |                                |                        |              |  |  |           |           |           |  |  |       |       |       |
|  | 1A                     | SE Palmeiras *         | 1          | 5 lipca, Filadelfia           |   |                                |                        |              |  |  |           |           |           |  |  |       |       |       |
|  | 2B                     | Botafogo FR            | 0          |                               |   |                                |                        |              |  |  |           |           |           |  |  |       |       |       |
|  | 2B                     | Botafogo FR            | 0          |                               |   |                                | SE Palmeiras           | 1            |  |  |           |           |           |  |  |       |       |       |
|  | 28 czerwca, Charlotte  |                        |            |                               |   |                                | SE Palmeiras           | 1            |  |  |           |           |           |  |  |       |       |       |
|  |                        |                        |            | Chelsea F.C.                  | 2 |                                |                        |              |  |  |           |           |           |  |  |       |       |       |
|  | 1C                     | Benfica Lizbona        | 1          | Chelsea F.C.                  | 2 |                                |                        |              |  |  |           |           |           |  |  |       |       |       |
|  | 1C                     | Benfica Lizbona        | 1          |                               |   | 13 lipca, Nowy Jork/New Jersey |                        |              |  |  |           |           |           |  |  |       |       |       |
|  | 2D                     | Chelsea F.C. *         | 4          |                               |   |                                |                        |              |  |  |           |           |           |  |  |       |       |       |
|  | 2D                     | Chelsea F.C. *         | 4          |                               |   |                                | Chelsea F.C.           | 3            |  |  |           |           |           |  |  |       |       |       |
|  | 29 czerwca, Atlanta    |                        |            |                               |   |                                | Chelsea F.C.           | 3            |  |  |           |           |           |  |  |       |       |       |
|  |                        |                        |            | Paris Saint-Germain FC        | 0 |                                |                        |              |  |  |           |           |           |  |  |       |       |       |
|  | 1B                     | Paris Saint-Germain FC | 4          | Paris Saint-Germain FC        | 0 |                                |                        |              |  |  |           |           |           |  |  |       |       |       |
|  | 1B                     | Paris Saint-Germain FC | 4          | 4 lipca, Orlando              |   |                                |                        |              |  |  |           |           |           |  |  |       |       |       |
|  | 2A                     | Inter Miami            | 0          |                               |   |                                |                        |              |  |  |           |           |           |  |  |       |       |       |
|  | 2A                     | Inter Miami            | 0          |                               |   |                                | Paris Saint-Germain FC | 2            |  |  |           |           |           |  |  |       |       |       |
|  | 29 czerwca, Miami      |                        |            |                               |   |                                | Paris Saint-Germain FC | 2            |  |  |           |           |           |  |  |       |       |       |
|  |                        |                        |            | Bayern Monachium              | 0 |                                |                        |              |  |  |           |           |           |  |  |       |       |       |
|  | 1D                     | CR Flamengo            | 2          | Bayern Monachium              | 0 |                                |                        |              |  |  |           |           |           |  |  |       |       |       |
|  | 1D                     | CR Flamengo            | 2          |                               |   | 9 lipca, Nowy Jork/New Jersey  |                        |              |  |  |           |           |           |  |  |       |       |       |
|  | 2C                     | Bayern Monachium       | 4          |                               |   |                                |                        |              |  |  |           |           |           |  |  |       |       |       |
|  | 2C                     | Bayern Monachium       | 4          |                               |   |                                | Paris Saint-Germain FC | 4            |  |  |           |           |           |  |  |       |       |       |
|  | 1 lipca, Miami         |                        |            |                               |   |                                | Paris Saint-Germain FC | 4            |  |  |           |           |           |  |  |       |       |       |
|  |                        |                        |            | Real Madryt                   | 0 |                                |                        |              |  |  |           |           |           |  |  |       |       |       |
|  | 1H                     | Real Madryt            | 1          | Real Madryt                   | 0 |                                |                        |              |  |  |           |           |           |  |  |       |       |       |
|  | 1H                     | Real Madryt            | 1          | 5 lipca, Nowy Jork/New Jersey |   |                                |                        |              |  |  |           |           |           |  |  |       |       |       |
|  | 2G                     | Juventus Turyn         | 0          |                               |   |                                |                        |              |  |  |           |           |           |  |  |       |       |       |
|  | 2G                     | Juventus Turyn         | 0          |                               |   |                                | Real Madryt            | 3            |  |  |           |           |           |  |  |       |       |       |
|  | 2 lipca, Atlanta       |                        |            |                               |   |                                | Real Madryt            | 3            |  |  |           |           |           |  |  |       |       |       |
|  |                        |                        |            | Borussia Dortmund             | 2 |                                |                        |              |  |  |           |           |           |  |  |       |       |       |
|  | 1F                     | Borussia Dortmund      | 2          | Borussia Dortmund             | 2 |                                |                        |              |  |  |           |           |           |  |  |       |       |       |
|  | 1F                     | Borussia Dortmund      | 2          |                               |   |                                |                        |              |  |  |           |           |           |  |  |       |       |       |
|  | 2E                     | CF Monterrey           | 1          |                               |   |                                |                        |              |  |  |           |           |           |  |  |       |       |       |
|  | 2E                     | CF Monterrey           | 1          |                               |   |                                |                        |              |  |  |           |           |           |  |  |       |       |       |
|  |                        |                        |            |                               |   |                                |                        |              |  |  |           |           |           |  |  |       |       |       |

UWAGA: W nawiasach podane są wyniki po rzutach karnych.
* - Zwycięstwo po dogrywce

### 1/8 finału
| Mecz 49 28 czerwca 2025 18:00 CEST | SE Palmeiras · Paulinho 100' | 1:0 dogr.(0:0, 0:0, 1:0)Raport | Botafogo FR | Lincoln Financial Field, Filadelfia Widzów: 33 657 Sędzia: François Letexier |
|                                    |                              |                                |             |                                                                              |

| Mecz 50 28 czerwca 2025 22:00 CEST | Benfica Lizbona · Di María 90+5' | 1:4 dogr.(0:0, 1:1, 1:1)Raport | Chelsea F.C. · 64' James · 108' Nkunku · 114' Neto · 117' Dewsbury-Hall | Bank of America Stadium, Charlotte Widzów: 25 929 Sędzia: Slavko Vinčić |
|                                    |                                  |                                |                                                                         |                                                                         |

| Mecz 51 29 czerwca 2025 18:00 CEST | Paris Saint-Germain FC · Neves 6', 39' · Avilés 44' (sam.) · Hakimi 45+3' | 4:0(4:0)Raport | Inter Miami | Mercedes-Benz Stadium, Atlanta Widzów: 65 574 Sędzia: Wilton Sampaio |
|                                    |                                                                           |                |             |                                                                      |

| Mecz 52 29 czerwca 2025 22:00 CEST | CR Flamengo · Gerson 33' · Jorginho 54' (k) | 2:4(1:3)Raport | Bayern Monachium · 6' (sam.) Pulgar · 9', 73' Kane · 41' Goretzka | Hard Rock Stadium, Miami Widzów: 60 914 Sędzia: Michael Oliver |
|                                    |                                             |                |                                                                   |                                                                |

| Mecz 53 30 czerwca 2025 21:00 CEST | Inter Mediolan | 0:2(0:1)Raport | Fluminense FC · 3' Cano · 90+3' Hércules | Bank of America Stadium, Charlotte Widzów: 20 030 Sędzia: Iván Barton |
|                                    |                |                |                                          |                                                                       |

| Mecz 54 1 lipca 2025 03:00 CEST | Manchester City F.C. · Silva 9' · Haaland 55' · Foden 104' | 3:4 dogr.(1:0, 2:2, 3:3)Raport | Al-Hilal · 46', 112' Leonardo · 52' Malcom · 94' Koulibaly | Camping World Stadium, Orlando Widzów: 42 311 Sędzia: Jesús Valenzuela |
|                                 |                                                            |                                |                                                            |                                                                        |

| Mecz 55 1 lipca 2025 21:00 CEST | Real Madryt · G. García 54' | 1:0(0:0)Raport | Juventus Turyn | Hard Rock Stadium, Miami Widzów: 62 149 Sędzia: Szymon Marciniak |
|                                 |                             |                |                |                                                                  |

| Mecz 56 2 lipca 2025 03:00 CEST | Borussia Dortmund · Guirassy 14', 24' | 2:1(2:0)Raport | CF Monterrey · 48' Berterame | Mercedes-Benz Stadium, Atlanta Widzów: 31 442 Sędzia: Facundo Tello |
|                                 |                                       |                |                              |                                                                     |

### Ćwierćfinały
| Mecz 57 4 lipca 2025 21:00 CEST | Fluminense FC · Martinelli 40' · Hércules 70' | 2:1(1:0)Raport | Al-Hilal · 51' Leonardo | Camping World Stadium, Orlando Widzów: 43 091 Sędzia: Danny Makkelie |
|                                 |                                               |                |                         |                                                                      |

| Mecz 58 5 lipca 2025 03:00 CEST | SE Palmeiras · Estêvão 53' | 1:2(0:1)Raport | Chelsea F.C. · 16' Palmer · 83' (sam.) Weverton | Lincoln Financial Field, Filadelfia Widzów: 60 927 Sędzia: Alireza Faghani |
|                                 |                            |                |                                                 |                                                                            |

| Mecz 59 5 lipca 2025 18:00 CEST | Paris Saint-Germain FC · Doué 78' · Dembélé 90+6' | 2:0(0:0)Raport | Bayern Monachium | Mercedes-Benz Stadium, Atlanta Widzów: 66 937 Sędzia: Anthony Taylor |
|                                 |                                                   |                |                  |                                                                      |

| Mecz 60 5 lipca 2025 22:00 CEST | Real Madryt · G. García 10' · F. García 20' · Mbappé 90+4' | 3:2(2:0)Raport | Borussia Dortmund · 90+2' Beier · 90+8' (k.) Guirassy | MetLife Stadium, East Rutherford Widzów: 76 611 Sędzia: Ramon Abatti |
|                                 |                                                            |                |                                                       |                                                                      |

### Półfinały
| Mecz 61 8 lipca 2025 21:00 CEST | Fluminense FC | 0:2(0:1)Raport | Chelsea F.C. · 18', 56' Pedro | MetLife Stadium, East Rutherford Widzów: 70 556 Sędzia: François Letexier |
|                                 |               |                |                               |                                                                           |

| Mecz 62 9 lipca 2025 21:00 CEST | Paris Saint-Germain FC · Ruiz 6', 24' · Dembélé 9' · Ramos 87' | 4:0(3:0)Raport | Real Madryt | MetLife Stadium, East Rutherford Widzów: 77 542 Sędzia: Szymon Marciniak |
|                                 |                                                                |                |             |                                                                          |

### Finał
| Mecz 63 13 lipca 2025 21:00 CEST | Chelsea F.C. · Palmer 22', 30' · Pedro 43' | 3:0(3:0)Raport | Paris Saint-Germain FC | MetLife Stadium, East Rutherford Widzów: 81 118 Sędzia: Alireza Faghani |
|                                  |                                            |                |                        |                                                                         |

| Chelsea F.C. | Paris Saint-Germain FC |

|              | 1  | Robert Sánchez        |     |     |
|              | 3  | Marc Cucurella        |     |     |
|              | 6  | Levi Colwill          | 81' |     |
|              | 23 | Trevoh Chalobah       |     |     |
|              | 24 | Reece James (c)       |     | 77' |
|              | 27 | Malo Gusto            | 40' |     |
|              | 8  | Enzo Fernández        |     | 61' |
|              | 10 | Cole Palmer           |     |     |
|              | 25 | Moisés Caicedo        | 36' |     |
|              | 7  | Pedro Neto            | 34' | 77' |
|              | 20 | João Pedro            |     | 67' |
| Zmiany:      |    |                       |     |     |
|              | 12 | Filip Jørgensen       |     |     |
|              | 39 | Mike Penders          |     |     |
|              | 44 | Gabriel Slonina       |     |     |
|              | 4  | Tosin Adarabioyo      |     |     |
|              | 9  | Liam Delap            |     | 67' |
|              | 15 | Nicolas Jackson       |     |     |
|              | 17 | Andrey Santos         |     | 61' |
|              | 18 | Christopher Nkunku    |     | 77' |
|              | 19 | Mamadou Sarr          |     |     |
|              | 22 | Kiernan Dewsbury-Hall |     | 77' |
|              | 30 | Aarón Anselmino       |     |     |
|              | 34 | Josh Acheampong       |     |     |
|              | 32 | Tyrique George        |     |     |
|              | 38 | Marc Guiu             |     |     |
|              | 45 | Roméo Lavia           |     |     |
| Trener:      |    |                       |     |     |
| Enzo Maresca |    |                       |     |     |

|              | 1  | Gianluigi Donnarumma |       |     |
|              | 2  | Achraf Hakimi        |       | 73' |
|              | 4  | Lucas Beraldo        |       |     |
|              | 5  | Marquinhos (c)       |       |     |
|              | 25 | Nuno Mendes          | 90+4' |     |
|              | 8  | Fabián Ruiz          |       | 73' |
|              | 17 | Vitinha              |       |     |
|              | 87 | João Neves           | 85'   |     |
|              | 7  | Chwicza Kwaracchelia |       | 58' |
|              | 10 | Ousmane Dembélé      | 87'   |     |
|              | 14 | Désiré Doué          |       | 73' |
| Zmiany:      |    |                      |       |     |
|              | 39 | Matwiej Safonow      |       |     |
|              | 80 | Arnau Tenas          |       |     |
|              | 3  | Presnel Kimpembe     |       |     |
|              | 9  | Gonçalo Ramos        |       | 73' |
|              | 19 | Lee Kang-in          |       |     |
|              | 20 | Gabriel Moscardo     |       |     |
|              | 24 | Senny Mayulu         |       | 73' |
|              | 29 | Bradley Barcola      |       | 58' |
|              | 33 | Warren Zaïre-Emery   |       | 73' |
|              | 43 | Noham Kamara         |       |     |
|              | 49 | Ibrahim Mbaye        |       |     |
| Trener:      |    |                      |       |     |
| Luis Enrique |    |                      |       |     |

Piłkarz meczu:
- Cole Palmer (Chelsea F.C.)

| - Sędziowie asystenci: - Anton Shchetinin - Ashley Beecham - Sędzia techniczny: - Facundo Tello - Sędzia VAR: - Bastian Dankert - Sędziowie asystenci VAR: - Tatiana Guzmán - Ivan Bebek |

CHELSEA F.C.
 DRUGI TYTUŁ

## Strzelcy
Bramki z serii rzutów karnych nie są wliczane do klasyfikacji strzelców.

### 4 gole
- Ángel Di María (Benfica Lizbona)
- Marcos Leonardo (Al-Hilal)
- Serhou Guirassy (Borussia Dortmund)
- Gonzalo García (Real Madryt)

### 3 gole
- Phil Foden (Manchester City F.C.)
- Cole Palmer (Chelsea F.C.)
- João Pedro (Chelsea F.C.)
- Michael Olise (Bayern Monachium)
- Fabián Ruiz (Paris Saint-Germain FC)
- Germán Berterame (CF Monterrey)
- Jamal Musiala (Bayern Monachium)
- Erling Haaland (Manchester City F.C.)
- Wessam Abou Ali (Al-Ahly Kair)
- Pedro Neto (Chelsea F.C.)
- Kenan Yıldız (Juventus F.C.)

### 2 gole
- Harry Kane (Bayern Monachium)
- Lautaro Martínez (Inter Mediolan)
- Jérémy Doku (Manchester City F.C.)
- Hércules (Fluminense FC)
- Igor Jesus (Botafogo FR)
- Paulinho (SE Palmeiras)
- Wallace Yan (CR Flamengo)
- Kingsley Coman (Bayern Monachium)
- Ousmane Dembélé (Paris Saint-Germain FC)
- Randal Kolo Muani (Juventus F.C.)
- Samu Aghehowa (FC Porto)
- Pablo Barrios (Atlético Madryt)
- Leandro Barreiro (Benfica Lizbona)
- Achraf Hakimi (Paris Saint-Germain FC)
- İlkay Gündoğan (Manchester City F.C.)
- Thomas Müller (Bayern Monachium)
- Iqraam Rayners (Mamelodi Sundowns FC)
- Francisco Conceição (Juventus F.C.)
- João Neves (Paris Saint-Germain FC)
- Dušan Vlahović (Juventus FC)
- Miguel Merentiel (CA Boca Juniors)
- Federico Valverde (Real Madryt)

### 1 gol
- Youcef Belaïli (Espérance Tunis)
- Tosin Adarabioyo (Chelsea F.C.)
- Jobe Bellingham (Borussia Dortmund)
- Jude Bellingham (Real Madryt)
- Liam Delap (Chelsea F.C.)
- Kiernan Dewsbury-Hall (Chelsea F.C.)
- Tyrique George (Chelsea F.C.)
- Reece James (Chelsea F.C.)
- Karim Onisiwo (Red Bull Salzburg)
- Salem Al-Dawsari (Al-Hilal)
- Tadeo Allende (Inter Miami)
- Rodrigo Battaglia (CA Boca Juniors)
- Valentín Carboni (Inter Mediolan)
- Facundo Colidio (CA River Plate)
- Sebastián Driussi (CA River Plate)
- Claudio Echeverri (Manchester City F.C.)
- Enzo Fernández (Chelsea F.C.)
- Juan Pablo Freytes (Fluminense FC)
- José Manuel López (SE Palmeiras)
- Lionel Messi (Inter Miami)
- Maxi Meza (CA River Plate)
- Nicolás Otamendi (Benfica Lizbona)
- Axel Witsel (Atlético Madryt)
- Luiz Araújo (CR Flamengo)
- Germán Cano (Fluminense FC)
- Jair Cunha (Botafogo FR)
- Danilo (CR Flamengo)
- Estêvão (SE Palmeiras)
- Gerson (CR Flamengo)
- William Gomes (FC Porto)
- Bruno Henrique (CR Flamengo)
- Keno (Fluminense FC)
- Martinelli (Fluminense FC)
- Maurício (SE Palmeiras)
- Nonato (Fluminense FC)
- Pepê (FC Porto)
- Lucas Ribeiro (Mamelodi Sundowns FC)
- Savinho (Manchester City F.C.)
- Vinícius Júnior (Real Madryt)
- Sacha Boey (Bayern Monachium)
- Denis Bouanga (Los Angeles FC)
- Rayan Cherki (Manchester City F.C.)
- Désiré Doué (Paris Saint-Germain FC)
- Antoine Griezmann (Atlético Madryt)
- Senny Mayulu (Paris Saint-Germain FC)
- Kylian Mbappé (Real Madryt)
- Christopher Nkunku (Chelsea F.C.)
- Wangelis Pawlidis (Benfica Lizbona)
- Chwicza Kwaracchelia (Paris Saint-Germain FC)
- Fran García (Real Madryt)
- Sergio Ramos (CF Monterrey)
- Teun Koopmeiners (Juventus FC)
- Oscar Gloukh (Red Bull Salzburg)
- Yūsuke Matsuo (Urawa Red Diamonds)
- Ryoma Watanabe (Urawa Red Diamonds)
- Jhon Arias (Fluminense FC)
- Nelson Deossa (CF Monterrey)
- Lee Jin-hyun (Ulsan HD FC)
- Lee Kang-in (Paris Saint-Germain FC)
- Um Won-sang (Ulsan HD FC)
- Jesús Corona (CF Monterrey)
- Bryan González (CF Pachuca)
- Elías Montiel (CF Pachuca)
- Maximilian Beier (Borussia Dortmund)
- Leon Goretzka (Bayern Monachium)
- Felix Nmecha (Borussia Dortmund)
- Oscar Bobb (Manchester City F.C.)
- Andreas Schjelderup (Benfica Lizbona)
- Christian Gray (Auckland City FC)
- Kaku (Al-Ain FC)
- Thembinkosi Lorch (Wydad Casablanca)
- Cassius Mailula (Wydad Casablanca)
- Lebo Mothiba (Mamelodi Sundowns FC)
- Rodrigo Mora (FC Porto)
- Rúben Neves (Al-Hilal)
- Renato Sanches (Benfica Lizbona)
- Gonçalo Ramos (Paris Saint-Germain FC)
- Bernardo Silva (Manchester City F.C.)
- Vitinha (Paris Saint-Germain FC)
- Albert Rusnák (Seattle Sounders FC)
- Daniel Svensson (Borussia Dortmund)
- Kodjo Laba (Al-Ain FC)
- Mohamed Ali Ben Romdhane (Al-Ahly Kair)
- Arda Güler (Real Madryt)
- Cristian Roldan (Seattle Sounders FC)
- Giorgian de Arrascaeta (CR Flamengo)
- Luis Suarez (Inter Miami)
- Telasco Segovia (Inter Miami)
- Alessandro Bastoni (Inter Mediolan)
- Jorginho (CR Flamengo)
- Francesco Pio Esposito (Inter Mediolan)

### Gole samobójcze
- Tomás Avilés (Inter Miami - dla Paris Saint-Germain F.C.)
- Weverton (SE Palmeiras - dla Chelsea F.C.)
- Erick Pulgar (CR Flamengo - dla Bayernu Monachium)
- Pierre Kalulu (Juventus FC- dla Manchesteru City F.C.)
- Abdelmounaim Boutouil (Wydad Casablanca - dla Juventusu FC)
- Nathan Garrow (Auckland City FC - dla CA Boca Juniors)
- Wessam Abou Ali (Al-Ahly Kair - dla SE Palmeiras)
- Khuliso Mudau (Mamelodi Sundowns FC - dla Borussii Dortmund)

## Nagrody
| Złota Piłka                | Złoty But                    | Złota Rękawica                | Najlepszy Młody Zawodnik               | FIFA Fair Play   |
| -------------------------- | ---------------------------- | ----------------------------- | -------------------------------------- | ---------------- |
| Cole Palmer (Chelsea F.C.) | Gonzalo García (Real Madryt) | Robert Sánchez (Chelsea F.C.) | Désiré Doué (Paris Saint-Germain F.C.) | Bayern Monachium |

## Klasyfikacja końcowa
| Strefa medalowa                |   |                          |    |   |   |   |   |    |    |     |
| złoto                          | D | Chelsea F.C.             | 18 | 7 | 6 | 0 | 1 | 17 | 5  | +12 |
| srebro                         | B | Paris Saint-Germain F.C. | 15 | 7 | 5 | 0 | 2 | 16 | 4  | +12 |
| brąz                           | H | Real Madryt              | 13 | 6 | 4 | 1 | 1 | 11 | 8  | +3  |
| brąz                           | F | Fluminense FC            | 11 | 6 | 3 | 2 | 1 | 8  | 5  | +3  |
| Wyeliminowane w ćwierćfinale   |   |                          |    |   |   |   |   |    |    |     |
| 5                              | F | Borussia Dortmund        | 10 | 5 | 3 | 1 | 1 | 9  | 7  | +2  |
| 6                              | C | Bayern Monachium         | 9  | 5 | 3 | 0 | 2 | 16 | 6  | +10 |
| 7                              | H | Al-Hilal                 | 8  | 5 | 2 | 2 | 1 | 8  | 6  | +2  |
| 8                              | A | SE Palmeiras             | 8  | 5 | 2 | 2 | 1 | 6  | 4  | +2  |
| Wyeliminowane w 1/8 finału     |   |                          |    |   |   |   |   |    |    |     |
| 9                              | G | Manchester City F.C.     | 9  | 4 | 3 | 0 | 1 | 16 | 6  | +10 |
| 10                             | C | Benfica Lizbona          | 7  | 4 | 2 | 1 | 1 | 10 | 6  | +4  |
| 11                             | E | Inter Mediolan           | 7  | 3 | 2 | 1 | 0 | 5  | 2  | +3  |
| 12                             | D | CR Flamengo              | 7  | 4 | 2 | 1 | 1 | 8  | 6  | +2  |
| 13                             | G | Juventus Turyn           | 6  | 4 | 2 | 0 | 2 | 11 | 7  | +4  |
| 14                             | B | Botafogo FR              | 6  | 4 | 2 | 0 | 2 | 3  | 3  | 0   |
| 15                             | E | CF Monterrey             | 5  | 4 | 1 | 2 | 1 | 6  | 3  | +3  |
| 16                             | A | Inter Miami              | 5  | 4 | 1 | 2 | 1 | 4  | 7  | −3  |
| Wyeliminowane w fazie grupowej |   |                          |    |   |   |   |   |    |    |     |
| 17                             | B | Atlético Madryt          | 6  | 3 | 2 | 0 | 1 | 4  | 5  | −1  |
| 18                             | F | Mamelodi Sundowns FC     | 4  | 3 | 1 | 1 | 1 | 4  | 4  | 0   |
| 19                             | E | CA River Plate           | 4  | 3 | 1 | 1 | 1 | 3  | 3  | 0   |
| 20                             | H | Red Bull Salzburg        | 4  | 3 | 1 | 1 | 1 | 2  | 4  | −2  |
| 21                             | D | Espérance Tunis          | 3  | 3 | 1 | 0 | 2 | 1  | 5  | −4  |
| 22                             | G | Al-Ain FC                | 3  | 3 | 1 | 0 | 2 | 2  | 12 | −10 |
| 23                             | A | FC Porto                 | 2  | 3 | 0 | 2 | 1 | 5  | 6  | −1  |
| 24                             | C | CA Boca Juniors          | 2  | 3 | 0 | 2 | 1 | 4  | 5  | −1  |
| 25                             | A | Al-Ahly Kair             | 2  | 3 | 0 | 2 | 1 | 4  | 6  | −2  |
| 26                             | D | Los Angeles FC           | 1  | 3 | 0 | 1 | 2 | 1  | 4  | −3  |
| 27                             | C | Auckland City FC         | 1  | 3 | 0 | 1 | 2 | 1  | 17 | −16 |
| 28                             | F | Ulsan HD FC              | 0  | 3 | 0 | 0 | 3 | 2  | 6  | −4  |
| 29                             | H | Pachuca                  | 0  | 3 | 0 | 0 | 3 | 2  | 7  | −5  |
| 28                             | B | Seattle Sounders         | 0  | 3 | 0 | 0 | 3 | 2  | 7  | −5  |
| 31                             | G | Wydad Casablanca         | 0  | 3 | 0 | 0 | 3 | 2  | 8  | −6  |
| 32                             | E | Urawa Red Diamonds       | 0  | 3 | 0 | 0 | 3 | 2  | 9  | −7  |

## Transmisja
Transmisją wszystkich spotkań na całym świecie zajmuje się brytyjska platforma streamingowa DAZN.